# James Acheson
James Acheson (ur. 1946 w Leicesterze) – brytyjski kostiumograf i scenograf filmowy. Trzykrotny laureat Oscara za najlepsze kostiumy za filmy: Ostatni cesarz (1987) Bernarda Bertolucciego, Niebezpieczne związki (1988) Stephena Frearsa i Czas przemian (1995) Michaela Hoffmana. Za kostiumy do Ostatniego cesarza zdobył także nagrodę BAFTA oraz Davida di Donatello.
Po studiach w londyńskiej Wimbledon School of Art zaczął karierę w latach 70. na planie serialu Doktor Who. Zasłynął jako autor kostiumów do wczesnych filmów Terry’ego Gilliama, w tym futurystycznego Brazil (1985). Później stale współpracował z włoskim reżyserem Bernardo Bertoluccim. Zaprojektował również kostiumy do serii hollywoodzkich filmów o Spider-Manie oraz do Daredevila (2003).
Mieszka na stałe w Wellington, w Nowej Zelandii.

## Filmografia

### kostiumy
- 1972-76: Doktor Who (Doctor Who) – 30 odcinków serialu TV
- 1981: Bandyci czasu (Time Bandits)
- 1983: Sens życia według Monty Pythona (The Meaning of Life)
- 1983: Snajper Hugh (Bullshot)
- 1985: Woda (Water)
- 1985: Brazil
- 1986: Nieśmiertelny (Highlander)
- 1986: Biggles
- 1987: Ostatni cesarz (The Last Emperor)
- 1988: Niebezpieczne związki (Dangerous Liaisons)
- 1990: Pod osłoną nieba (The Sheltering Sky)
- 1992: Wichrowe wzgórza (Wuthering Heights)
- 1993: Mały Budda (Little Buddha)
- 1994: Frankenstein (Mary Shelley's Frankenstein)
- 1995: Czas przemian (Restoration)
- 1996: O czym szumią wierzby (The Wind in the Willows)
- 1998: Człowiek w żelaznej masce (The Man in the Iron Mask)
- 2000: Wampirek (The Little Vampire)
- 2002: Spider-Man
- 2003: Daredevil
- 2004: Spider-Man 2
- 2007: Spider-Man 3
- 2010: Honor wojownika (The Warrior's Way)
- 2013: Człowiek ze stali (Man of Steel)
- 2015: Czego dusza zapragnie (Absolutely Anything)

### scenografia
- 1993: Mały Budda (Little Buddha)
- 1996: O czym szumią wierzby (The Wind in the Willows)
- 2015: Czego dusza zapragnie (Absolutely Anything)